# Bengkulu
Bengkulu (äldre svenska Benkoelen eller Benkulen) är en kuststad på sydvästra Sumatra i Indonesien. Den är administrativ huvudort för provinsen Bengkulu och har cirka 390 000 invånare.

## Administrativ indelning
Bengkulu är indelad i åtta underdistrikt (kecamatan):
- Gading Cempaka
- Kampung Melayu
- Muara Bangkahulu
- Ratu Agung
- Ratu Samban
- Selebar
- Sungai Serut
- Teluk Segara